# Finlande au Concours Eurovision de la chanson 2015
La Finlande a annoncé en 2014 sa participation au Concours Eurovision de la chanson 2015 à Vienne, en Autriche. Le pays est représenté par le groupe Pertti Kurikan Nimipäivät avec la chanson Aina mun pitää, sélectionnés via l'émission Uuden Musikiin Kilpailu 2015.

## Uuden Musikiin Kilpailu 2015

### Format
Pour la quatrième année consécutive, le diffuseur finlandais Yle a décidé d'utiliser l'émission Uuden Musikiin Kilpailu comme sélection. Cependant, plusieurs changements de règlement ont lieu. Tout d'abord, aucun jury n'interviendra dans le vote lord des demi-finales : seul le télévote sélectionnera les qualifiés. Ensuite, plus aucune des soirées ne sera pré-enregistrée : toutes les émissions seront diffusées en direct. Enfin, dix-huit artistes seront en compétition, contre douze les années précédentes.

### Chansons sélectionnées
Une période de soumission de candidatures a eu lieu entre le 1er et le 8 septembre 2015, à l'issue de laquelle un panel d'experts a sélectionné dix-huit chansons pour les émissions en direct. Ces chansons sont récapitulées ci-dessous.
| Artiste                   | Chanson                       |
| ------------------------- | ----------------------------- |
| Aikuinen                  | Kyynelten lahti               |
| Angelo De Nile            | All for Victory               |
| Eeverest                  | Love It All Away              |
| Hans on the Bass          | Loveshine                     |
| Heidi Pakarinen           | Bon voyage                    |
| Ida Bois                  | Kumbaya                       |
| Järjestyshäiriö           | Särkyneiden sydänten kulmilla |
| Jouni Aslak               | Lions and Lambs               |
| Norlan El Misionario      | No voy a llorar por ti        |
| Opera Skaala              | Heart of Light                |
| Otto Ivar                 | Truth or Dare                 |
| Pertti Kurikan Nimipäivät | Aina mun pitää                |
| Pihka ja Myrsky           | Sydän ei nuku                 |
| Satin Circus              | Crossroads                    |
| Shava                     | Ostarilla                     |
| Siru                      | Mustelmat                     |
| Solju                     | Hold Your Colours             |
| Vilikasper Kanth          | Äänen kantamattomiin          |

### Demi-finales
Lors de la sélection, trois demi-finales ont lieu. Elles se sont déroulées les 7, 14 et 21 février 2015. Dans chacune d'entre elles, six chansons participaient et trois se sont qualifiées pour la finale grâce au vote du public.

#### Demi-finale 1
| # | Artiste                   | Chanson                |
| - | ------------------------- | ---------------------- |
| 1 | Satin Circus              | Crossroads             |
| 2 | Hans on the Bass          | Loveshine              |
| 3 | Vilikasper Kanth          | Äänen kantamattomiin   |
| 4 | Pihka ja Myrsky           | Sydän ei nuku          |
| 5 | Norlan El Misionario      | No voy a llorar por ti |
| 6 | Pertti Kurikan Nimipäivät | Aina mun pitää         |

#### Demi-finale 2
| # | Artiste      | Chanson          |
| - | ------------ | ---------------- |
| 1 | Siru         | Mustelmat        |
| 2 | Shava        | Ostarilla        |
| 3 | Otto Ivar    | Truth or Dare    |
| 4 | Eeverest     | Love It All Away |
| 5 | Opera Skaala | Heart of Light   |
| 6 | Jouni Aslak  | Lions and Lambs  |

#### Demi-finale 3
| # | Artiste         | Chanson                       |
| - | --------------- | ----------------------------- |
| 1 | Solju           | Hold Your Colours             |
| 2 | Aikuinen        | Kyynelten lahti               |
| 3 | Ida Bois        | Kumbaya                       |
| 4 | Järjestyshäiriö | Särkyneiden sydänten kulmilla |
| 5 | Angelo de Nile  | All for Victory               |
| 6 | Heidi Pakarinen | Bon voyage                    |

### Finale
Lors de la finale, le vainqueur a été désigné par un vote composé pour 90 % du télévote et pour 10 % du vote de huit groupe de jurés.
| # | Artiste                   | Chanson                       | Jury  | Télévote | Total  | Place |
| - | ------------------------- | ----------------------------- | ----- | -------- | ------ | ----- |
| 1 | Shava                     | Ostarilla                     | 1,2 % | 2,2 %    | 3,4 %  | 8     |
| 2 | Satin Circus              | Crossroads                    | 2,1 % | 24,2 %   | 26,3 % | 2     |
| 3 | Solju                     | Hold Your Colours             | 0,7 % | 5,8 %    | 6,5 %  | 4     |
| 4 | Järjestyshäiriö           | Särkyneiden sydänten kulmilla | 0,9 % | 2,4 %    | 3,3 %  | 9     |
| 5 | Norlan El Misionario      | No voy a llorar por ti        | 0,4 % | 3,7 %    | 4,1 %  | 7     |
| 6 | Opera Skaala              | Heart of Light                | 1,6 % | 6,7 %    | 8,3 %  | 3     |
| 7 | Jouni Aslak               | Lions and Lambs               | 1,1 % | 3,3 %    | 4,4 %  | 6     |
| 8 | Pertti Kurikan Nimipäivät | Aina mun pitää                | 1,2 % | 36,2 %   | 37,4 % | 1     |
| 9 | Angelo De Nile            | All for Victory               | 0,8 % | 5,5 %    | 6,3 %  | 5     |

## À l'Eurovision
La Finlande a participé à la première demi-finale qui a eu lieu le 19 mai 2015. Arrivé 16e et dernier avec 13 points, le pays ne s'est pas qualifié pour la finale.